# Ramon Mir i Ferrer
Ramon Mir i Ferrer (Igualada, 15 d'octubre de 1950 -) és un empresari, polític i dirigent esportiu català, diputat al Parlament de Catalunya en la IV Legislatura.

## Biografia
Membre de Convergència Democràtica de Catalunya, fou regidor d'esports i portaveu del grup municipal de CiU a l'ajuntament d'Igualada de 1984 a 1992 i al Consell Comarcal d'Anoia. Fou elegit diputat a les eleccions al Parlament de Catalunya de 1992. Actualment és president del Club Atlètic Igualada i vocal de la Federació Catalana d'Atletisme.
Ramon nasqué a Igualada l'any 1950 fill de Joaquim Mir i Llacuna i Teresa Ferrer i Piqué. Va fer el Batxillerat a l'acadèmia Cots i va estudiar un any als Escolapis. A nivell professional, va entrar a treballar amb 16 anys a l'empresa d'Ignasi Carner, i després de treballar-hi vint anys va muntar un taller de confecció a Vilanova del Camí. Posteriorment substituí el seu pare, que es jubilà, a l'empresa Indústries Desten, dedicada a la compravenda de retalls de serratge.
En la vessant esportiva, dels 12 als 15 anys jugà a hoquei amb l'Igualada HC, passant després a fer curses d'atletisme fins als 25 anys. Fou campió de Catalunya juvenil i sènior en 1500 metres obstacles. Amb la selecció catalana va quedar campió d'Espanya per equips en pista, i subcampió de cross. Jugà a futbol amb el Gimnàstic Igualadí fins als 27 anys.
Com a regidor d'esports de l'Ajuntament d'Igualada gestionà la realització del complex, piscines i pavelló de "Les Comes".